# جيمس غراهام براون
جيمس غراهام براون (بالإنجليزية: James Graham Brown)‏ هو شخصية أعمال أمريكي، ولد في 18 أغسطس 1881 في ماديسون في الولايات المتحدة، وتوفي في 20 مارس 1969 في لويفيل في الولايات المتحدة.